# Kanuma
Kanuma (Japans: 鹿沼市, Kanuma-shi) is een stad in de prefectuur Tochigi op het eiland Honshu, Japan. De stad heeft een oppervlakte van 490,62 km² en medio 2008 ruim 103.000 inwoners.

## Geschiedenis
Op 10 oktober 1948 krijgt Kanuma de status van stad (shi).
In de loop van de jaren zijn een reeks dorpen en een gemeente in Kanuma opgegaan:
- 1 oktober 1954: het dorpen Kikusawa (菊沢村, Kikusawa-mura), Higashioashi (東大芦村, Higashiōashi-mura), Kitaoshihara (北押原村, Kitaoshihara-mura), Itaga (板荷村, Itaga-mura), Nishioashi (西大芦村, Nishiōashi-mura), Kaso (加蘇村, Kaso-mura), Kitainukai (北犬飼村, Kitainukai-mura);
- 28 juli 1955: het dorp Nanma (南摩村, Nanma-mura);
- 1 oktober 1955: het dorp Minamiashihara (南押原村, Minamiashihara);
- 1 januari 2006: de gemeente Awano (粟野町, Awano-machi).

## Verkeer
Kanuma ligt aan de Nikkō-lijn van de East Japan Railway Company en aan de Nikkō-lijn van de Tōbu Spoorwegmaatschappij.
Kanuma ligt aan de Tōhoku-autosnelweg en aan de autowegen 121, 293 en 352.

## Stedenbanden
Kanuma heeft een stedenband met
- Tieling, China
- Armidale, Australië
- Grand Forks, Verenigde Staten

## Geboren in Kanuma
- Takeji Nara (奈良武次, Nara Takeji) generaal in het keizerlijk leger
- Tosio Kato (加藤 敏夫, Katō Toshio), wiskundige

## Aangrenzende steden
- Utsunomiya
- Tochigi
- Sano
- Nikkō
- Midori